# William D. Upshaw

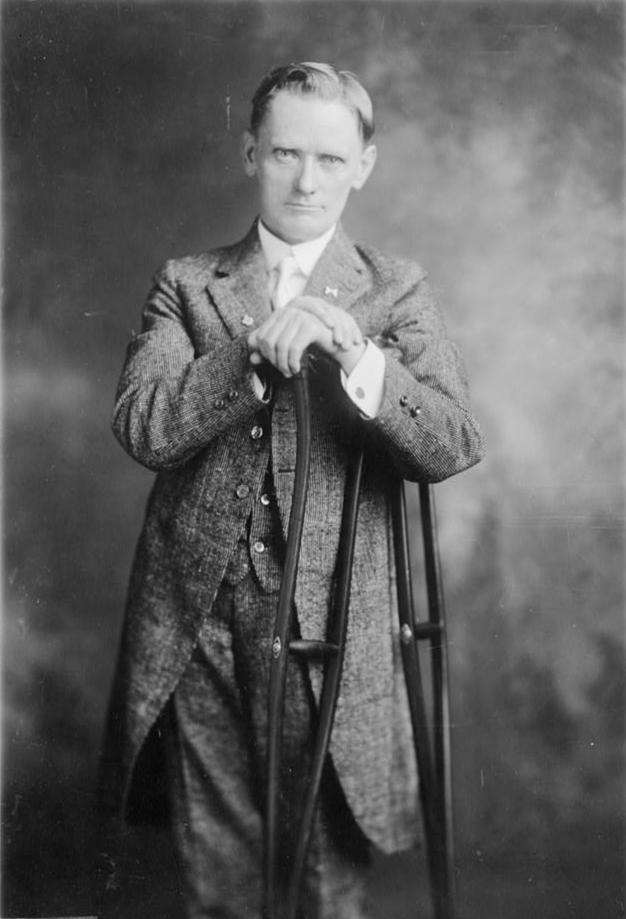
William D. Upshaw (1919)

William David Upshaw (* 15. Oktober 1866 bei Newnan, Georgia; † 21. November 1952 in Glendale, Kalifornien) war ein US-amerikanischer Politiker. Zwischen 1919 und 1927 vertrat er den Bundesstaat Georgia im US-Repräsentantenhaus.

## Werdegang
William Upshaw besuchte die öffentlichen Schulen seiner Heimat und in Atlanta. Anschließend studierte er an der Mercer University in Macon. Nach seiner Studienzeit arbeitete Upshaw in der Landwirtschaft und im Handel. Nach einem Unfall erlitt er bleibende Schäden, die eine Fortsetzung dieser Tätigkeiten unmöglich machten. Daher wurde er Rezitator, Schriftsteller und Evangelist. Im Jahr 1906 gründete er in Atlanta die Zeitschrift „The Golden Age“.
Upshaw war Mitglied der Demokratischen Partei. Im Jahr 1907 setzte er sich für ein Alkoholverbot in Georgia ein. Bei den Kongresswahlen des Jahres 1918 wurde er im fünften Wahlbezirk seines Staates in das US-Repräsentantenhaus in Washington, D.C. gewählt, wo er am 4. März 1919 die Nachfolge von William S. Howard antrat. Nach drei Wiederwahlen konnte er bis zum 3. März 1927 vier Legislaturperioden im Kongress absolvieren. Dort wurden in den Jahren 1919 und 1920 der 18. und der 19. Verfassungszusatz verabschiedet. Dabei ging es um das bundesweite Verbot des Handels mit alkoholischen Getränken und um die bundesweite Einführung des Frauenwahlrechts.
Im Jahr 1926 wurde Upshaw von seiner Partei nicht zur Wiederwahl nominiert. Danach wurde er Vizepräsident der Scandinavian Commercial Commission. Im Jahr 1932, als sich die Aufhebung des Alkoholverbots wegen erwiesener Undurchführbarkeit abzeichnete, trat Upshaw vorübergehend der Prohibition Party bei, die sich für den Erhalt dieses Gesetzes einsetzte. Er wurde sogar zum Präsidentschaftskandidaten dieser Partei nominiert. Bei den Wahlen hatte er aber mit seiner Splitterpartei keine Chancen gegen die Kandidaten der beiden großen amerikanischen Parteien. Schließlich wurde der Demokrat Franklin D. Roosevelt zum Präsidenten gewählt. Upshaw belegte mit 81.905 Stimmen, was einem Anteil von 0,2 Prozent entsprach, den fünften Platz, noch hinter den Bewerbern der Sozialisten und der Kommunisten.
Später kehrte er zur Demokratischen Partei zurück. Im Jahr 1942 strebte er erfolglos deren Nominierung für den US-Senat an. Zwischenzeitlich war er weiterhin als Lektor, Schriftsteller und Evangelist tätig. Upshaw wurde Vizepräsident des Linda Vista Bible College and Seminary. Im Alter von 72 Jahren wurde er 1938 offiziell zum Geistlichen der Baptistenkirche ordiniert. Bis zu seinem Tod blieb er ein Anhänger der Prohibitionsbewegung.
Upshaw litt seit 1884 an einer unfallbedingten Lähmung, die über die Jahre jedoch zunehmend verschwand, sodass er ohne Krücken gehen konnte. Allerdings nutzte er seine Gehhilfen weiter, was ihm in Washington, D.C. den Vorwurf einbrachte ein Simulant zu sein. Nach einer Heilungsveranstaltung des Geistheilers William Branham im Februar 1951 in Los Angeles, Kalifornien verkündete Upshaw medienwirksam seine Heilung und entledigte sich endgültig seiner Krücken. Seine propagierte Wunderheilung während des Healing Revivals (1948–1958) wird von manchen Autoren als Inszenierung zur Förderung des Glaubens angesehen; wie es einige religiösen Gruppen bis heute praktizieren.
William Upshaw starb am 21. November 1952 in Glendale.